# Zonhoven VV
Zonhoven VV is een Belgische voetbalclub uit Zonhoven. De club is aangesloten bij de KBVB met stamnummer 2780 en heeft geel-blauw als kleuren. Zonhoven kwam het grootste deel van zijn geschiedenis uit in de provinciale reeksen, al speelde het in de tweede helft van de 20ste eeuw twee decennia lang in de nationale reeksen.

## Geschiedenis
De club werd opgericht in 1939, sloot aan bij de Belgische Voetbalbond en kreeg stamnummer 2780 toegekend. Zonhoven bleef een paar decennia in de provinciale reeksen spelen.
Tegen 1970 was Zonhoven opgeklommen tot in de nationale bevorderingsreeksen. In Vierde Klasse eindigde men elk jaar beter, tot de ploeg er in 1974 na vier seizoenen zelfs in slaagde zijn reeks te winnen. Zonhoven stootte zo door naar Derde Klasse.
Zonhoven bleef ook in Derde Klasse aanvankelijk goed presteren en eindigde in zijn eerste seizoen meteen vierde. De ploeg kon de lijn echter niet doortrekken. Het derde seizoen in Derde eindigde men afgetekend laatste, en Zonhoven zakte weer naar de Vierde Klasse. De club bleef er verscheidene seizoenen vlot meedraaien in de middenmoot of zelfs in de subtop. Een nieuwe reekswinst en bijhorende promotie lukte echter niet meer. Tegen het eind van de jaren 80 kreeg Zonhoven het moeilijker, tot men in 1990 uiteindelijk op een allerlaatste plaats eindigde. Na 20 jaar in de nationale reeksen degradeerde Zonhoven weer naar het provinciaal voetbal.
Tegen halverwege de jaren 90 was de club zelfs weggezakt tot in Derde Provinciale, en zag jongere dorpsgenoten zoals SK Zonhoven, FC Melosport Zonhoven en HW Zonhoven beter presteren. In 2000 klom men weer op naar Tweede Provinciale en in 2008 werd na een eindronde de promotie naar Eerste Provinciale afgedwongen.
Vóór het begin van seizoen 2019/20 fusioneerde Zonhoven VV met FC Melosport Zonhoven, en ging verder onder de naam Zonhoven United, met behoud van het stamnummer 2780. De fusieploeg speelt sindsdien in Eerste Provinciale.

## Resultaten
| Seizoen             | Klasse | Klasse | Klasse | Klasse | Klasse | Klasse | Klasse | Klasse | Klasse | Reeks                                                    | Punten                                                   | Opmerkingen                                              |
|                     | 1A     | 1B     | 1Am    | 2Am    | 3Am    | P.I    | P.II   | P.III  | P.IV   | Vanaf 2016-17 zijn er 3 nationale en 2 regionale niveaus | Vanaf 2016-17 zijn er 3 nationale en 2 regionale niveaus | Vanaf 2016-17 zijn er 3 nationale en 2 regionale niveaus |
| ------------------- | ------ | ------ | ------ | ------ | ------ | ------ | ------ | ------ | ------ | -------------------------------------------------------- | -------------------------------------------------------- | -------------------------------------------------------- |
| Als Zonhoven VV     |        |        |        |        |        |        |        |        |        |                                                          |                                                          |                                                          |
| 2016/17             |        |        |        |        |        | 12     |        |        |        | Eerste Prov. Lim.                                        | 34                                                       |                                                          |
| 2017/18             |        |        |        |        |        | 9      |        |        |        | Eerste Prov. Lim.                                        | 39                                                       |                                                          |
| 2018/19             |        |        |        |        |        | 12     |        |        |        | Eerste Prov. Lim.                                        | 33                                                       |                                                          |
| Als Zonhoven United |        |        |        |        |        |        |        |        |        |                                                          |                                                          |                                                          |
| 2019/20             |        |        |        |        |        | 4      |        |        |        | Eerste Prov. Lim.                                        | 40                                                       | Vroegtijdig stopgezet wegens de Coronacrisis             |
| 2020/21             |        |        |        |        |        | -      |        |        |        | Eerste Prov. Lim.                                        | -                                                        | Seizoen geschrapt wegens de Coronacrisis                 |
| 2021/22             |        |        |        |        |        | 4      |        |        |        | Eerste Prov. Limburg                                     | 53                                                       |                                                          |
| 2022/23             |        |        |        |        |        | 11     |        |        |        | Eerste Prov. Limburg                                     | 37                                                       |                                                          |
| 2023/24             |        |        |        |        |        | 11     |        |        |        | Eerste Prov. Limburg                                     | 37                                                       |                                                          |
| 2024/25             |        |        |        |        |        | 2      |        |        |        | Eerste prov. Limburg                                     | 60                                                       |                                                          |
| 2025/26             |        |        |        |        |        |        |        |        |        | Eerste prov. Limburg                                     |                                                          |                                                          |

## Bekende (ex-)spelers
- Sinan Bolat (jeugd)
- Jo Coppens (jeugd)
- Stijn Haeldermans (jeugd)
- Arne Nilis
- Pieter Nys (jeugd)
- Kevin Vanbeuren
- Ferre Slegers (jeugd)

## Bekende (ex-)trainers
- Piet Gerits